# Aranyarcú mézevő
Az aranyarcú mézevő (Oreornis chrysogenys) a madarak osztályának a verébalakúak (Passeriformes) rendjébe, ezen belül a mézevőfélék (Meliphagidae) családjába tartozó Oreornis nem egyetlen faja.
A magyar név forrással nincs megerősítve.

## Előfordulása
Új-Guinea nyugati részén, Indonézia területén honos. A természetes élőhelye a szubtrópusi vagy trópusi nedves erdők és cserjések.

## Külső hivatkozások
- Képek az interneten a fajról
- Internet Bird Collection - videók a fajról
- Xeno-canto.org - a faj hangja[halott link]